# La Mauvaise Vie
La Mauvaise Vie est un récit, autobiographique mais romancé dans une certaine mesure, écrit par Frédéric Mitterrand et paru en 2005 aux éditions Robert Laffont. Généralement salué par la critique à sa sortie,,,, lauréat du prix La Coupole en 2005, l'ouvrage se vend entre 160 000 et 188 000 exemplaires, et 60 000 en format de poche, ce qui en fait un succès d'édition.

## Résumé
Pour l'auteur, ce livre, « ce n’est pas des mémoires, c’est un livre littéraire – un peu l’état du monde ».
La Mauvaise vie est un regard assez amer d'un homme sur sa vie sentimentale à travers un récit discontinu retraçant les moments déterminants de sa vie : « Un homme se penche sur son passé. Le passé ne lui renvoie que les reflets d'une mauvaise vie, bien différente de celle que laisse supposer sa notoriété. » (quatrième de couverture).
Le premier quart du livre concerne l'enfance du narrateur à travers une suite de souvenirs d'amitiés brèves, d'impressions fortes et d'émois sexuels confus pour les garçons de son âge, des personnages de fiction (Bob Morane), des acteurs (George Hamilton, Yul Brynner et Robert Hossein) et des pilotes de Formule 1 (Phil Hill et Stirling Moss). Le narrateur raconte aussi le tournage d'un film avec Bourvil et Michèle Morgan sur lequel il rencontre aussi Erica, doublure lumière travaillant avec le FLN. Dans le chapitre La méchante et la gentille, il est question d'une gouvernante qui l'a maltraité durant son enfance, bien qu'affectueuse par moments.
Les chapitres suivants sont consacrés à sa vie de jeune et de moins jeune adulte. Il vit mal son homosexualité et s'attache à des hommes qui ne lui rendent pas son amour : Cyrille, Quentin et le réalisateur Howard Brookner. Le chapitre Tenerézza Tenderness concerne l'admiration du narrateur pour deux femmes, l'une actrice qu'il suit comme un fan et l'autre écrivaine dont le décès le bouleverse. D'après les nombreux indices, l'auteur s'est inspiré respectivement de Catherine Deneuve et Françoise Sagan.

### Question du tourisme sexuel
Dans le quatrième chapitre, le narrateur évoque cette fausse solution qui est de payer pour des hommes : pour qui le souhaite, les endroits sont nombreux à Paris, au Maghreb, à Cuba et à New York. C'est dans l'avant dernier chapitre intitulé Bird que l'auteur entraîne vraiment le lecteur dans les clubs de Bangkok et Djakarta. Gilles Martin-Chauffier résume ainsi ces passages dans Paris Match : « On passe dans les bordels de Bangkok et on mate des légionnaires à tatouages sans avoir l'impression d'assister à un coming-out ; plutôt à la promenade d'une hermine « Neuilly-Auteuil-Passy » qui glisse dans la vase et garde blanche sa pelisse ». Entre fascination et dégoût, le héros n'arrive finalement pas à croire à cette « sinistre farce » qu'il se raconte à lui-même.
En 2005, lors de la sortie de son livre, dans deux émissions (On ne peut pas plaire à tout le monde de Marc-Olivier Fogiel et Culture et dépendances de Franz-Olivier Giesbert), Frédéric Mitterrand clarifie les choses sur les passages concernant le tourisme sexuel en expliquant qu'il n'est question à aucun moment de prostitution enfantine, l'utilisation des mots « garçon » et « gosse » s'entendant dans le sens de jeune homme,.
Les termes employés par Mitterrand pour décrire ces garçons corroborent cette affirmation. En Thaïlande, le premier prostitué payé est décrit comme ressemblant à « Tony Leung à 20 ans » qui « est presque aussi grand que moi et certainement plus solide, bâti comme les champions de kick-boxing qui vous allongent en un éclair » (citation du livre). Les prostitués des clubs ont souvent pignon sur rue. Lorsqu'un rabatteur lui propose « young boys, no trouble, very safe », il décline l'offre. A Djakarta, le héros a recours à un prostitué décrit comme un « grand type », « un paysan qui n'a pas été démoli par la ville, bien rustique et fier de l'être quand la mode est aux poupées chantantes ».

## Chapitres
1. Enfance
2. Litanie
3. Été 47
4. La méchante et la gentille
5. Carmen
6. Quentin
7. Howard Brookner
8. Tenerézza Tenderness
9. La vieille dame
10. Bird
11. Enfance

## Prix
Le livre reçoit le prix Le Vaudeville en 2005.

## Polémique de 2009
Dans ce livre, l'auteur décrit le recours à la prostitution. Ce récit, en partie autobiographique, fut l'objet d'attaques en octobre 2009.

### Lancement de la polémique
Sorti en 2005, le livre revient dans l'actualité le 5 octobre 2009 lorsque Marine Le Pen, du Front national, invitée de l'émission Mots croisés (dont le sujet est la récidive des criminels sexuels), cite un passage du livre de Frédéric Mitterrand, ministre de la Culture depuis quelques mois.
Frédéric Mitterrand raconte dans ce livre comment un homme en vient à avoir des rapports sexuels avec des garçons qui se prostituent : « J'ai pris le pli de payer pour des garçons », écrit-il (Chapitre 5). Marine Le Pen cite cette phrase du livre puis lit de manière erronée un autre passage issu du chapitre 10 (le chapitre consacré au tourisme sexuel en Asie) : au lieu de « garçons attrayants », elle dit « jeunes garçons très attrayants ». Marine Le Pen lit en réalité le texte de la pétition lancée le 1er octobre par le Front National, texte qui reprend, seulement en partie et sans respecter l'esprit et la syntaxe, le quatrième paragraphe du chapitre 10 de La Mauvaise Vie,. Le Monde publie les passages sensibles soit les "pages 293 à 307" dont l'extrait sujet à controverse est :

« (...) Tous ces rituels de foire aux éphèbes, de marché aux esclaves m'excitent énormément. La lumière est moche, la musique tape sur les nerfs, les shows sont sinistres et on pourrait juger qu'un tel spectacle, abominable d'un point de vue moral, est aussi d'une vulgarité repoussante. Mais il me plaît au-delà du raisonnable. La profusion de garçons très attrayants, et immédiatement disponibles, me met dans un état de désir que je n'ai plus besoin de refréner ou d'occulter. L'argent et le sexe, je suis au cœur de mon système ; celui qui fonctionne enfin car je sais qu'on ne me refusera pas. Je peux évaluer, imaginer, me raconter des histoires en fonction de chaque garçon ; ils sont là pour ça et moi aussi. (...) »

### Réactions politiques
La prise de parole de Marine Le Pen provoque des réactions politiques.
Le porte-parole du PS, Benoît Hamon déclare : « C'est au Président de la République de savoir si oui ou non, en étant impliqué dans la lutte contre la prostitution enfantine, on accepte de constater qu'un ministre [...] justifie le commerce sexuel ». Christine Boutin se dit choquée : « Je suis stupéfaite de voir que Frédéric Mitterrand en 2005 revendiquait du désir pour de petits garçons. ».
Au-delà des accusations de pédophilie, des critiques sévères sont formulées par des personnalités politiques (Manuel Valls, Patrick Bloche, Jean-Paul Huchon...) qui voient dans le livre une « apologie du tourisme sexuel » par le ministre de la culture,. En parallèle, il est soutenu par Eric Besson, François Chérèque et Jean-Luc Mélenchon.

### Explications de Frédéric Mitterrand sur TF1
Lors de son passage au journal de 20 heures de TF1, le 8 octobre 2009, Frédéric Mitterrand dément avoir fait l'apologie du tourisme sexuel et précise n'avoir eu de rapport qu'avec des personnes ayant atteint leur majorité : « Oui, j'ai eu des relations avec les garçons mais il ne faut pas confondre l'homosexualité et la pédophilie. Et si vous lisez le livre bien clairement, je pense que c'est tout à fait évident. » Il dit également : « Je condamne la pédophilie, à laquelle je n'ai jamais participé. ».
Frédéric Mitterrand ajoute que Nicolas Sarkozy lui a « confirmé sa confiance » tout comme le premier ministre François Fillon qui, selon lui, avait commencé à l'apprécier quand il avait lu son livre il y a 4 ans. Frédéric Mitterrand n'a pas présenté sa démission : « Je ne rajouterais pas l'indignité à l'injustice du traitement qui m'est fait. » (extraits interview par Laurence Ferrari)

## La mauvaise vie, suite…
En avril 2008, Frédéric Mitterrand publie La Mauvaise Vie, suite… - Le Festival de Cannes. À la suite de sa participation à l'édition 2006 du Festival de Cannes, Frédéric Mitterrand écrit cet ouvrage regroupant ses impressions, rencontres et réflexions de cinéphile mêlés à des souvenirs personnels racontés avec la même mélancolie que dans La Mauvaise Vie,.

## Éditions
- 2005 : Frédéric Mitterrand, La Mauvaise Vie, Paris, Robert Laffont, 2005, 350 p. (ISBN 978-2-221-09225-5 et 2-221-09225-2)
- 2005 : Frédéric Mitterrand, La Mauvaise Vie, Paris, Le Grand Livre du mois, 2005, 350 p. (ISBN 978-2-286-00062-2 et 2-286-00062-X)
- 2005 : Frédéric Mitterrand, La Mauvaise Vie, Paris, France Loisirs, 2005, 420 p. (ISBN 978-2-7441-8704-9 et 2-7441-8704-6)
- 2006 : Frédéric Mitterrand, La Mauvaise Vie, Paris, Pocket (no 12814), 2006, 370 p. (ISBN 978-2-266-15717-9 et 2-266-15717-5)